# Elisaveta Bagrjana
Elisaveta Ljubomirova Belčeva (in bulgaro Елизавета Любимирова Белчева?), meglio conosciuta come Elisaveta Bagrjana, (in bulgaro: Елисавета Багряна) (Sofia, 16 aprile 1893 – Sofia, 23 marzo 1991) è stata una poetessa bulgara.
Scrisse i suoi primi versi quando ancora viveva con la sua famiglia a Veliko Tărnovo nel 1907–1908. Viene considerata, insieme a Dora Gabe (1886–1983), una delle madri della letteratura bulgara.

## Biografia
Elisaveta Bagrjana insegnò nel villaggio di Aftani, dove fece l'esperienza di una vita rurale dal 1910 al 1911, ed in seguito studiò filologia slava all'Università di Sofia. I suoi primi poemi, Perché ("Защо", Zašto) e Canto notturno ("Вечерна песен", Večerna Pesen), vennero pubblicati nel 1915 nella rivista Săvremenna misăl (Съвременна мисъл).
Fu dopo la fine della prima guerra mondiale che fece il suo effettivo ingresso nel mondo letterario, in un periodo in cui la poesia stava vivendo una profonda trasformazione. Nel 1921 era già in fervente attività letteraria, e collaborava con il giornale Vestnik na ženata ("Вестник на жената") e con la rivista Săvremennik ("Съвременник"), tra le altre pubblicazioni.
Con l'arrivo del primo libro, L'eterna e la santa ("Вечната и святата", 1927), si guadagnò la stima dei propri colleghi. Cominciò inoltre a scrivere libri per bambini. I suoi poemi sono diretti, caratterizzati da sensibilità e serietà, come nel poema il Pozzo ("Кладенецът", Kladenecăt), un componimento che mette in relazione un pozzo che scavò quando era bambina, con la fonte della poesia all'interno della sua anima. I suoi poemi sono spesso innegabilmente femminili, come nel poema L'eterna, nel quale la scrittrice contempla il corpo di una madre morta, e anche vivaci, come dimostrato dallo spirito giovanile e ribelle de gli Elementi.
Elisaveta passò la sua vita circondata dalle parole, scrivendo per un discreto numero di giornali e riviste. Le sue opere sono state tradotte in più di trenta lingue. Nel 1969 le fu consegnata una medaglia d'oro dall'Associazione Nazionale Poeti a Roma. Fu inoltre una delle tre persone di nazionalità bulgara ad essere nominata per ricevere il premio Nobel.
Elisaveta Bagrjana era amica di Pedro Roussef, padre di Dilma Rousseff, che fu eletta primo presidente donna del Brasile il 31 ottobre 2010.